# Сезон ФК «Динамо» (Київ) 1941
Сезон «Динамо» (Київ) 1941 — сезон «Динамо» (Київ), який не був завершений через напад нацистської Німеччини на СРСР 22 червня 1941 року. Команда на момент припинення турніру зіграла дев'ять матчів і займала 8-ме місце серед 15 колективів чемпіонату СРСР групи «А», який мав тривати з 27 квітня до 9 листопада, однак останні матчі відбулися 24 червня.

## Підготовка до сезону
Перед початком сезону команду покинули півзахисник Йосип Ліфшиць, що перейшов в одеський «Спартак» та захисники Анатолій Савицький і Олександр Фесенко. Замість них до команди прийшли Павло Віньковатов з харківського «Сільмаша», Міхал Матіас з бориславського «Нафтовика», Анатолій Садовський з дніпропетровської «Сталі» та власний вихованець Абрам Лерман.

## Головні події сезону
«Динамівці» вділо розпочали новий сезон, перемігши у чотирьох з шести перших матчів, проте не виграли три наступні гри. 
Влітку під Черепановою горою завершилось спорудження нового Республіканського стадіону. Відкриття цього спортивного комплексу, в будівництві якого методом «суботників» брав участь увесь Київ, призначалося на 22 червня 1941 року. Саме тоді на цьому стадіоні мав відбутися футбольний матч чемпіонату між командами київського «Динамо» та московської «Червоної Армії». Але того дня розпочалася Німецько-радянська війна і матч не відбувся.
Згодом, чемпіонат скасували, анулювавши всі результати матчів, і він так й не був завершений. 
Кубок країни цього сезону взагалі не встиг розпочатися.

## Склад
| №  | Гравець             | Амплуа      | Дата народження   | І (ч) | Г (ч) |
| -- | ------------------- | ----------- | ----------------- | ----- | ----- |
| 1  | Микола Трусевич     | Воротар     | 5 лютого 1909     | 8     | ‑11   |
| 1  | Антон Ідзковський   | Воротар     | 29 грудня 1907    | 2     | ‑3    |
| 2  | Олексій Клименко    | Захисник    | 1912              | 3     | 0     |
| 2  | Василь Глазков      | Захисник    | 14 серпня 1909    | 9     | 0     |
|    | Абрам Лерман        | Захисник    | 17 жовтня 1922    | 0     | 0     |
| 4  | Володимир Гребер    | Півзахисник | 8 листопада 1911  | 6     | 1     |
| 4  | Іван Кузьменко      | Півзахисник | 15 вересня 1912   | 0     | 0     |
| 5  | Борис Афанасьєв     | Півзахисник | 8 жовтня 1913     | 9     | 0     |
| 6  | Анатолій Садовський | Півзахисник | 1916              | 9     | 0     |
| 8  | Міхал Матіас        | Півзахисник | 29 вересня 1910   | 6     | 2     |
| 3  | Микола Махиня       | Нападник    | 30 листопада 1912 | 9     | 0     |
| 6  | Микола Коротких     | Нападник    | 1909              | 0     | 0     |
| 7  | Микола Балакін      | Нападник    | 22 травня 1911    | 4     | 1     |
| 7  | Макар Гончаренко    | Нападник    | 11 квітня 1912    | 0     | 0     |
| 7  | Володимир Онищенко  | Нападник    | 1915              | 9     | 2     |
| 8  | Віктор Шиловський   | Нападник    | 25 липня 1911     | 4     | 2     |
| 10 | Костянтин Щегоцький | Нападник    | 13 квітня 1911    | 8     | 3     |
| 10 | Петро Лайко         | Нападник    | 27 вересня 1910   | 0     | 0     |
| 10 | Павло Комаров       | Нападник    | 16 березня 1913   | 1     | 0     |
| 11 | Костянтин Калач     | Нападник    | 1914              | 0     | 0     |
| 11 | Йосип Качкін        | Нападник    | 1919              | 0     | 0     |
| 11 | Павло Віньковатов   | Нападник    | 25 липня 1921     | 8     | 2     |
| 9  | Олександр Скоцень   | Нападник    | 28 липня 1918     | 8     | 2     |

- Статистика всіх матчів була анульована.

## Чемпіонат СРСР

### Матчі
| Дата       | Тур | Команда 1      | Рахунок   | Команда 2       |
| ---------- | --- | -------------- | --------- | --------------- |
| 27.04.1941 | 1   | «Трактор»      | 2:3 (2:1) | «Динамо» К      |
| 11.05.1941 | 3   | «Динамо» К     | 2:2 (0:2) | «Зеніт»         |
| 18.05.1941 | 4   | «Динамо» К     | 2:3 (2:1) | «Спартак» Л     |
| 24.05.1941 | 5   | «Динамо» К     | 3:0 (0:0) | «Динамо» Тб     |
| 29.05.1941 | 6   | «Профспілки-1» | 1:2 (0:1) | «Динамо» К      |
| 03.06.1941 | 7   | «Спартак» Од   | 0:3 (0:2) | «Динамо» К      |
| 08.06.1941 | 8   | «Динамо» Л     | 1:1 (1:0) | «Динамо» К      |
| 12.06.1941 | 9   | «Спартак» М    | 3:0 (2:0) | «Динамо» К      |
| 16.06.1941 | 10  | «Спартак» Х    | 2:0 (1:0) | «Динамо» К      |
| 22.06.1941 | 12  | «Динамо» К     | -:-       | «Червона Армія» |

## Турнірна таблиця на 24 червня
| М  | Команда                  | І  | В | Н | П | М     | О  |
| -- | ------------------------ | -- | - | - | - | ----- | -- |
| 1  | «Динамо» (Москва)        | 10 | 6 | 3 | 1 | 28-12 | 15 |
| 2  | «Динамо» (Тбілісі)       | 10 | 6 | 3 | 1 | 22-13 | 15 |
| 3  | «Динамо» (Ленінград)     | 11 | 5 | 4 | 2 | 20-11 | 14 |
| 4  | «Трактор» (Сталінград)   | 12 | 3 | 7 | 2 | 16-16 | 13 |
| 5  | «Стахановець» (Сталіно)  | 11 | 6 | 0 | 5 | 13-13 | 12 |
| 6  | «Червона Армія» (Москва) | 9  | 5 | 1 | 3 | 15-13 | 11 |
| 7  | «Спартак» (Москва)       | 9  | 4 | 2 | 3 | 17-12 | 10 |
| 8  | «Динамо» (Київ)          | 9  | 4 | 2 | 3 | 16-14 | 10 |
| 9  | «Профспілки-2»           | 10 | 3 | 4 | 3 | 11-10 | 10 |
| 10 | «Спартак» (Одеса)        | 10 | 3 | 3 | 5 | 16-22 | 8  |
| 11 | «Зеніт» (Ленінград)      | 8  | 2 | 3 | 3 | 12-14 | 7  |
| 12 | «Спартак» (Ленінград)    | 9  | 1 | 4 | 4 | 8-16  | 6  |
| 13 | «Динамо» (Мінськ)        | 10 | 3 | 0 | 7 | 10-21 | 6  |
| 14 | «Спартак» (Харків)       | 9  | 2 | 1 | 6 | 7-19  | 5  |
| 15 | «Профспілки-1»           | 9  | 1 | 2 | 6 | 10-15 | 4  |

- Система нарахування очок: 2 за перемогу, 1 за нічию і 0 за поразку.